# Air Hamburg
Air Hamburg Luftverkehrsgesellschaft mbH  é uma companhia aérea sediada em Hamburgo, na Alemanha que tem  12 aeronaves e 4 destinos.